# Église Saint-Nicolas de La Canée
L'église Saint-Nicolas de La Canée (en grec moderne : Ιερός Ναός Αγίου Νικολάου, en italien : San Nicolo), à l'époque ottomane appelée aussi Mosquée du Souverain (en turc : Hünkâr Camii, en grec moderne : Χιουγκιάρ Τζαμισί) est une église située à La Canée en Crète. Elle a la particularité de posséder un ancien minaret ottoman et un clocher traditionnel. 

## Histoire et description
L'église appartenait à l'origine au monastère catholique romain Saint-Nicolas des Vénitiens, un monastère dominicain de 1320, L'architecture correspondait à une basilique à transept dans le style gothique. Dans les représentations vénitiennes du monastère, l'église avait deux clochers, dont un seul a survécu aujourd'hui, ainsi qu'une double arcade sur le côté nord.
Après la conquête de la Crète par les Ottomans en 1645, le sultan ottoman Ibrahim a transformé l'église vénitienne en mosquée et lui a donné le nom de son saint patron Abraham. Le bâtiment a reçu un minaret au lieu d'un clocher et est devenu la principale mosquée de la ville. Le minaret était bordé d'un toit conique (pointe de crayon) en métal avec des plaques de plomb et était le plus haut minaret de la ville avec 40 mètres.
Le minaret n'a pas été démoli lors de la conversion de l'édifice en église orthodoxe grecque en 1918. Restauré entre 1998 et 2000 à la suite de dégâts causés par la foudre, il n'a aujourd'hui plus de toit conique et ne mesure donc que 34 mètres de haut. En 1950, un clocher de l'église a été reconstruit de façon moderne.